# City Airways
Go every city by City Airways
City Airways (ซิตี้แอร์เวย์) est une compagnie aérienne thaïlandaise, active depuis septembre 2012. Elle propose des vols commerciaux réguliers nationaux et internationaux (Chine et Hong-Kong). Elle est basée à l'Aéroport international Don Muang de Bangkok.

## Destinations
City Airways propose les destinations suivantes:
Chine
- Nanchang - Aéroport international de Nanchang Changbei
- Nankin - Aéroport international de Nankin Lukou

Hong Kong
- Hong Kong - Aéroport international de Hong Kong

Thaïlande
- Bangkok - Aéroport international Don Muang Hub
- Phuket – Aéroport international de Phuket

## Flotte

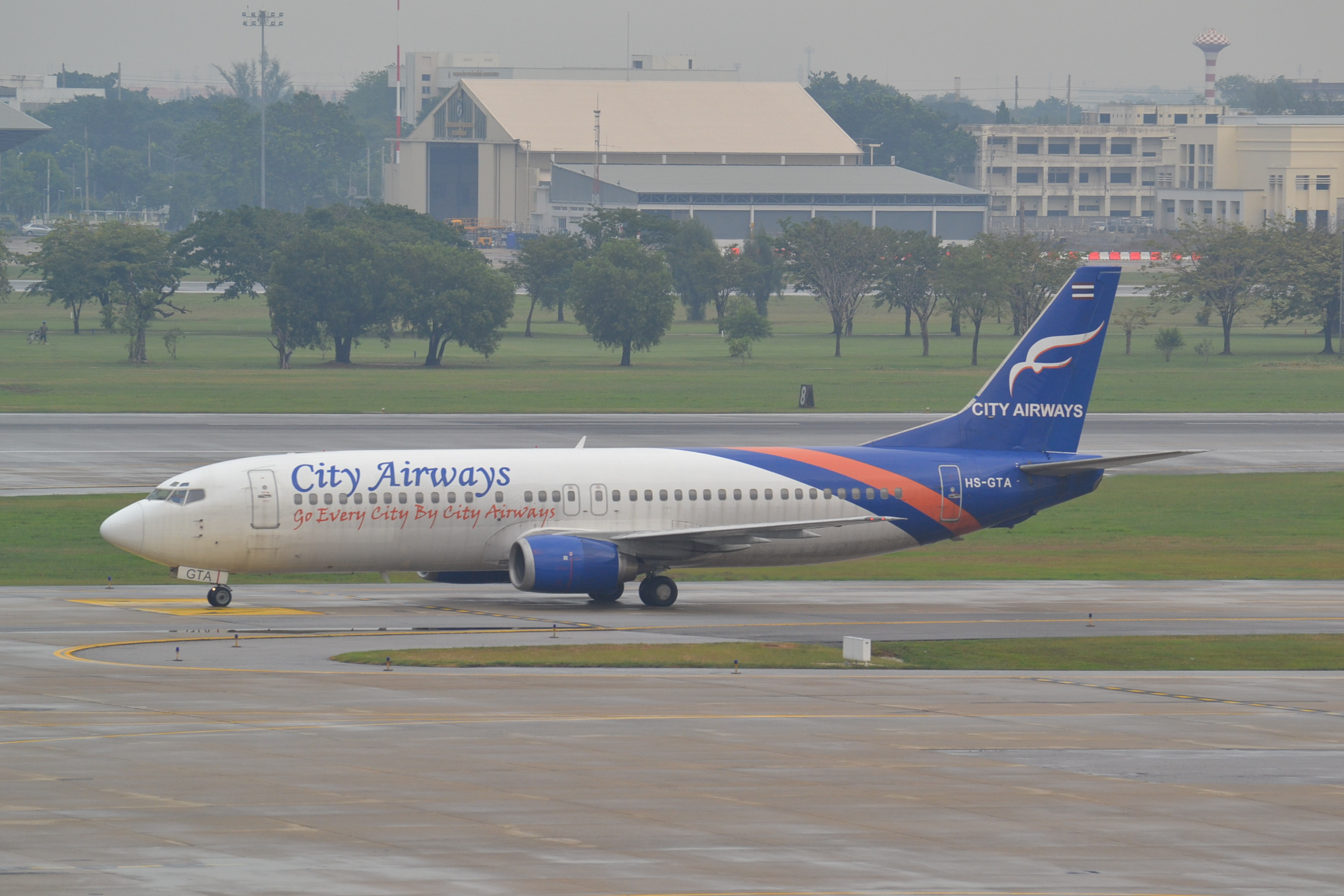
Boeing 737-400 de City Airways à l'Aéroport international Don Muang en novembre 2013

En janvier 2015, la flotte de City Airways comprend les appareils suivants: